# Cristian (gmina w okręgu Sybin)
Cristian – gmina w Rumunii, w okręgu Sybin. Obejmuje tylko jedną miejscowość Cristian. W 2011 roku liczyła 3665 mieszkańców.

## Współpraca
Miejscowość partnerska:
- Leuven, Belgia